# 25376 Christikeen
25376 Christikeen è un asteroide della fascia principale. Scoperto nel 1999, presenta un'orbita caratterizzata da un semiasse maggiore pari a 2,4205036 UA e da un'eccentricità di 0,1274801, inclinata di 2,77818° rispetto all'eclittica.